# Cuerpo de Voluntarios Artilleros de la Unión

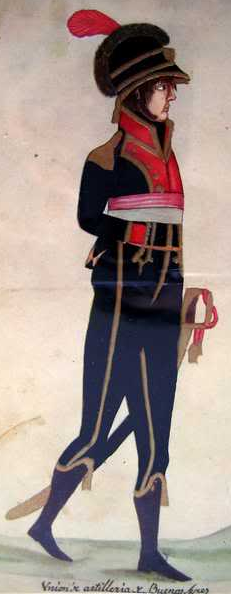
Oficial de Artilleros de la Unión (lámina de Justo Doldan, 1807).

El Cuerpo de Voluntarios Artilleros de la Unión o Cuerpo de Voluntarios Patriotas de la Unión fue una de las unidades milicianas creadas en Buenos Aires durante las Invasiones Inglesas de 1806 y 1807 al virreinato del Río de la Plata. Esta unidad de artillería fue reorganizada el 11 de septiembre de 1809 y pasó a llamarse Cuerpo de Artillería Volante, pasando a integrar el ejército de las Provincias Unidas del Río de la Plata a partir de la Revolución de Mayo de 1810. Desapareció el 1 de septiembre de 1810 al ser subsumida en el Real Cuerpo de Artillería, al que estaba agregada desde su creación.

## LosVoluntarios Patriotas

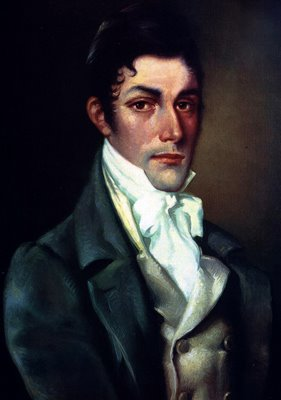
Martín de Álzaga.

Pocos días después de la ocupación británica de Buenos Aires ocurrida el 27 de junio de 1806, se realizó el 8 de julio una reunión en la casa del comerciante Martín de Álzaga en la que participaron el ingeniero Felipe de Sentenach, José Fornaguera y Anselmo Sáenz Valiente. En esa junta resolvieron reclutar hombres y armas para reconquistar la ciudad, planificando un Regimiento de Voluntarios Patriotas. Conspirando contra los ocupantes británicos, Álzaga logró reunir centenares de armas e instalar talleres para su reparación. Alquiló en secreto una casa que daba a la Plaza Mayor, y desde allí se cavó un túnel siguiendo el plan de Sentenach para intentar volar el fuerte de Buenos Aires, y otro para volar el cuartel de La Ranchería. 
Para el reclutamiento de voluntarios fueron encargados el sargento retirado Juan Trigo y al cadete de milicias Juan Vázquez, y actuaban 4 jefes de sección, cada uno con 5 cabos de grupo, los que tenían a su mando 25 hombres cada uno, totalizando 4 secciones de 125 hombres.
Alquiló también Álzaga la chacra de Perdriel donde los voluntarios se entrenaban por turnos, y donde se reunieron fuerzas de caballería reclutadas por Juan Martín de Pueyrredón. En la mañana del 1 de agosto de 1806 arribaron a Perdriel desde la ciudad de Buenos Aires 50 voluntarios conducidos por el cabo de artillería Juan Pedro Cerpa, con algunas armas y municiones recolectadas en la casa del comerciante Santos Incháurregui, y 4 carronadas al mando de Miguel Ezquiaga y de Pedro Miguel Anzóategui. Casi en simultáneo llegaron tropas del Regimiento n.º 71 Highlanders que dispersaron a los voluntarios (combate de Perdriel), siendo los conducidos por Cerpa y por Antonio Cuevas quienes sostuvieron la bandera española e hicieron frente al ataque.
Cuando el 10 de agosto de 1806 las fuerzas españolas procedentes de Montevideo al mando de Santiago de Liniers se acercaban a Buenos Aires, Sentenach, Tomás Valencia y Juan de Dios Dozo, le ofrecieron su colaboración en nombre de los 600 voluntarios que habían logrado reunir para que los admitiese como parte del ejército a su mando con la denominación de Voluntarios Patriotas de la Unión por haber entre ellos criollos y españoles, que llevarían como distintivo una cinta roja y blanca en los sombreros. Oferta que Liniers aceptó: Admito en todas sus partes la honorífica propuesta que expresa esta instancia, reservándome la ocasión más oportuna de exaltar el alto concepto que se merecen estos fieles y leales vasallos de nuestro Augusto Monarca. El 11 de agosto de 1806 se reunieron al ejército en el Retiro.
Estos voluntarios participaron al día siguiente de la reconquista de Buenos Aires a las órdenes de Felipe de Sentenach, socorriendo a los Miñones en las inmediaciones de la iglesia de la Merced, desalojando a los británicos de la plazuela de la Merced. Los combates cuerpo a cuerpo se sucedieron y fueron estos voluntarios los primeros en ingresar a la Plaza Mayor por la esquina de las actuales Avenida Rivadavia y Reconquista. Finalmente acorralaron a las tropas británicas dentro del fuerte, en donde finalmente se rindieron. Como no fueron mencionados por Liniers en el parte de batalla, Sentenach presentó el 23 de agosto al cabildo de Buenos Aires un escrito reclamándolo.
En la acción, el batallón de la Unión tuvo 9 muertos, entre ellos el librero Tomás Valencia y 30 heridos. Sólo en la lucha entablada en el Retiro (Plaza de Toros), resultaron heridos el teniente Santiago y Llanos y el alférez Mugía, y fueron muertos el sargento José Antonio Vargas y el soldado Silverio Gonzáles, todos pertenecientes a la Compañía de Zapadores del Cuerpo de Patriotas de la Unión.

## LosArtilleros de la Unión
El 17 de agosto de 1806 el teniente coronel Sentenach presentó una propuesta al cabildo para que los voluntarios de su mando constituyeran un cuerpo permanente para la defensa de la ciudad, acordando el cabildo proponérselo al comandante de armas Liniers indicando que lo costearía por medio de sus propios y arbitrios. Liniers contestó al día siguiente No ser admisible por ahora la propuesta, hasta que se resuelva en Junta de guerra.
Álzaga hizo valer sus influencias y el 7 de octubre de 1807 el cabildo recibió un oficio de Liniers admitiendo al servicio el Cuerpo Voluntario Patriotas La Unión, pero reduciendo su efectivo a 455 hombres distribuidos en 7 compañías de artillería de 65 plazas incluyendo sargentos y cabos. El batallón quedó agregado al Real Cuerpo de Artillería, bajo dependencia de su comandante el teniente coronel Francisco Agustini. Fue organizado y uniformado por el cabildo de Buenos Aires, que pagó sus sueldos a partir del 9 de octubre de 1806.

En este mismo día 21 se presentó, formado con los demás cuerpos, el cuerpo de patriotas de artillería nombrado la Victoriosa Unión, con su bandera de listas blancas y encarnadas; la que se bendijo privadamente. El cual cuerpo se compone de un batallón de siete compañías; siendo su primer comandante don Felipe Sentenach, segundo don Gerardo Llach, y sargento mayor don José Fornaguera. Este cuerpo lo levantó el Ilustre Cabildo quien de sus propios lo paga, el cual está bajo el pie de ordenanza como tropa veterana, y agregado al real cuerpo de artillería y sujeto al comandante general de dicho real cuerpo, que lo es interinamente don Francisco Agustini, teniente coronel graduado del mismo real cuerpo. Este título de Victoriosa Unión se le puso, porque fue el primer cuerpo que el día de la reconquista de esta ciudad entró haciendo fuego al enemigo en la plaza Mayor, pues hacía de artillería y de infantería siendo sus jefes los primeros que promovieron la reconquista y los que en el campo de Perdriel levantaron el pabellón español, cuatro leguas distante de esta capital, y fueron reuniendo gente, y los que resistieron al enemigo el 1° de agosto de 1806, que los atacó con setecientos hombres; no estando de ellos sino cincuenta hombres armados con fusiles y tres piezas de cañón del calibre de a dos; y como era regular premiar a estos hombres, que gastaron sus caudales en bien de la patria y expusieron sus vidas, el ilustre Cabildo determinó (como lo hizo) pagar dicho cuerpo, vestirlo a su costa y que quedara al pie de ordenanza por ser tan útil para la defensa de esta capital, dando las comandancias y demás empleos de oficialidad a ellos mismos, en premio de sus servicios, pues todos eran paisanos y vecinos; esperando lo apruebe su majestad y quede perpetuo (o de artillería agregado a dicho real cuerpo o por lo menos de infantería con el mismo título de Victoriosa Unión) para lo que el ilustre Ayuntamiento ha representado al soberano, esperando lo conseguirá en beneficio de un cuerpo que tanto se ha distinguido en la reconquista y últimamente en el ataque del día 5 de julio del presente, en que este cuerpo de artillería tuvo mucha suerte en la victoria, pues con sus cañones (que no se perdía tiro) destrozaba las columnas inglesas.
Memorias Curiosas de Juan Manuel Beruti

La plana mayor tenía un comandante primero, un comandante segundo, un sargento mayor, 2 ayudantes, 2 abanderados, un capellán, un cirujano y un tambor mayor. Cada compañía tenía un capitán, un teniente, un subteniente, un sargento primero, 4 sargentos segundos, 4 cabos primeros, 4 cabos segundos, un tambor y 51 soldados.
Según el listado de fuerza emitido el 17 de noviembre de 1806 la jefatura estaba integrada por:
- Plana mayor:
  - 1° comandante: Felipe Sentenach
  - 2° comandante: Gerardo Esteve y Llach
  - Sargento mayor: José Fornaguera
  - Ayudante 1°: Mateo Bernardo Giménez
  - Ayudante 2°: Rufo de Zorrilla
  - Cirujano: Salvio Gafarot
  - Abanderado 1°: Esteban Cires
  - Abanderado 2°: Bartolomé Masonis
  - Capellán: Florencio Ramírez
  - Tambor Mayor: José Burriel
- 1° Compañía de Zapadores:[8] (5 sargentos, tambor, 8 cabos, 44 soldados)
  - Capitán: Juan de Dios Dozo
  - Teniente: Antonio Llano
  - Subteniente: José Mugía
- 2° Compañía: (5 sargentos, tambor, pífano, 8 cabos, 42 soldados)
  - Capitán: Miguel de Ezquiaga
  - Teniente: Juan Zerpa
  - Subteniente: Vicente Borda
- 3° Compañía: (5 sargentos, tambor, 7 cabos, 50 soldados)
  - Capitán: José Franci
  - Teniente: Francisco Braña
  - Subteniente: Juan Vitón
- 4° Compañía: (5 sargentos, tambor, pífano, 8 cabos, 49 soldados)
  - Capitán: Juan Ferrada
  - Teniente: Juan Fornaguera
  - Subteniente: Julián Cabrera
- 5° Compañía: (5 sargentos, tambor, pífano, 8 cabos, 50 soldados)
  - Capitán: Juan Ramos
  - Teniente: Manuel Vidal
  - Subteniente: Juan Macharretini
- 6° Compañía: (5 sargentos, tambor, pífano, 4 cabos, 44 soldados)
  - Capitán: Bernabé de San Martín
  - Teniente: Bernardo de Anzoátegui
  - Subteniente: Roque Laurel
- 7° Compañía: (5 sargentos, tambor, pífano, 8 cabos, 44 soldados)
  - Capitán: Saturnino Rodríguez Peña
  - Teniente: Francisco Reguera
  - Subteniente: Antonio Cruz

En el listado de fuerzas emitido por Liniers en octubre de 1806 el cuerpo figura con 395 hombres en 8 compañías y ya al mando de Esteve y Llach, pero luego incluyendo oficiales pasó a tener 486 hombres.
Durante la Segunda Invasión Inglesa en 1807 parte del batallón integró el Ejército en operaciones en la Banda Oriental del Río de la Plata comandado por Francisco Javier de Elío, con 4 cañones de a 6 libras y 2 obuses de 6 pulgadas. Participó en el combate de San Pedro (7 de junio de 1807) y en el combate de Colonia (21 al 22 de abril de 1807). En el ataque a Buenos Aires combatieron en el combate de Miserere (2 de julio de 1807) y en el ataque a la ciudad el 7 de julio.
A partir del 1 de noviembre de 1808 Liniers lo incorporó a la milicia permanente, cesando de estar a cargo del cabildo.

## Batallón de Artillería Volante
A causa de la asonada de Álzaga ocurrida el 1 de enero de 1809 el 11 de septiembre de 1809 el nuevo virrey Baltasar Hidalgo de Cisneros, mediante una providencia reorganizó los cuerpos urbanos de Buenos Aires:

Artículo 2°: Un batallón de Granaderos, de seis compañías, con igual fuerza en ellas que las anteriores y la misma Plana Mayor.

Artículo 3°: Un batallón de Artillería volante, en igual fuerza y números de compañías que el antecedente.

Artículo 11°: Para evitar las rivalidades que suelen introducir la nominación de cuerpos por Provincias cuando no hay un motivo de preferencia en el distinguido mérito que todos contrajeron en las bizarra acciones anteriores, se nombrarán los batallones con el número que se les asigna, a saber: (...) el de la Unión se nombrará de Artillería volante (...)

Como consecuencia de las reformas de Cisneros el cuerpo pasó a llamarse Batallón de Artillería Volante, quedando reducido a 6 compañías.
Para sofocar las revueltas de Chuquisaca y La Paz, el virrey Cisneros envió desde Buenos Aires un contingente de 500 hombres al mando de Vicente Nieto, a quien nombró presidente de Charcas, y del capitán de fragata José de Córdoba y Rojas como mayor general. La expedición partió el 4 de octubre de 1809 llevando en sus filas un destacamento de artillería volante al mando del guardaparque Manuel Acuña de Figueroa.
En la lista de revista del 12 de mayo de 1810 el Real Batallón de Artillería Volante figura con 219 soldados, un comandante, un sargento mayor y 2 ayudantes.
El 29 de mayo de 1810 la Primera Junta organizó por decreto las unidades militares de Buenos Aires, elevando a regimientos a los batallones existentes, pero reservado la Junta proveer separadamente sobre el arreglo de la caballería y artillería volante.
En julio de 1810 la artillería volante contaba con 48 cañones y 16 obuses de 6 pulgadas y en agosto tenía 343 soldados. 
Entre las fuerzas que partieron de Monte Castro el 9 de julio de 1810 en la primera expedición auxiliadora al Alto Perú, se hallaban 64 artilleros de la Compañía N° 7 del Batallón de Artillería Volante, con sus respectivos oficiales, 9 jinetes auxiliares de la artillería para cuidar el tren y la caballada, y 4 piezas volantes y 2 obuses. El comandante designado de esta fuerza combinada de artillería era el capitán Manuel Vidal, pero se excusó de participar en la expedición y la Primera Junta nombró al capitán Diego Solano. Los otros oficiales de la Compañía N° 7 eran el capitán graduado Juan Ramón Urien, el teniente Felipe Pereyra de Lucena y el subteniente Antonio Bordas. 
Luego de la separación de Esteve y Llach, quedó al mando del teniente coronel Bernabé de San Martín y el 1 de septiembre de 1810 las 7 compañías del Batallón de Artillería Volante fueron incorporadas al Real Cuerpo de Artillería con los mismos privilegios de este, desapareciendo el batallón poco antes de entrar en combate en el frente del Alto Perú. Al frente de cada compañía se hallaban:
- 1.er Capitán Manuel Pinto, teniente Roque Raurel;
- 2.º Capitán Manuel Ramírez, teniente Ramón Rixas;
- 3.er Capitán Toribio de Luzuriaga, teniente Juan José Ferrer;
- 4.º Capitán Manuel Vidal, teniente Julián Corbera;
- 5.º Capitán Juan Fornaguera, teniente Benito Martínez;
- 6.º Capitán Bernardo Anzoátegui, teniente Luciano Cabral;
- 7.º Capitán Juan Ramón Urien, teniente Felipe Pereyra de Lucena.